# Droga R3 (Białoruś)
Droga R3 – droga o znaczeniu krajowym na Białorusi. Łączy Łohojsk z przejściem granicznym Urbany. Jej długość wynosi 223 km.
Droga biegnie przez obszar obwodu mińskiego i obwodu witebskiego.

## Przebieg
Obwód miński
- Rejon łohojski
  -  Łohojsk R3
  - Jurkawiczy
  - Haniewiczy
  - Kisialeuka

- Rejon borysowski
  - Ziembin  R63
  - Ikany R3
  - Msciż
  - Niuki

Obwód witebski
- Rejon dokszycki
  - Waucza
  -  Biehomla  M3
  - Prudniki
  -  Dokszyce  R29 R86
  - Borsuki
  - Masłowicze
  - Porpliszcze
- Rejon głębocki
  - Prypierno
  -  R45
  -  Głębokie  R110
  - Miereckie
- Rejon szarkowszczyński
  - Radziuki
  -  Szarkowszczyzna  R29
  - Bujewszczyzna
  - Jody
- Rejon brasławski
  - Zakorie
  - Achremowce
  - Aziorawce
  -  R14
  -  Brasław
  -  R27
  - Urbany
  -  przejście graniczne Urbany (Republika Łotewska)